# 三渠镇
三渠镇，是中华人民共和国陕西省咸陽市泾阳县下辖的一个乡镇级行政单位。

## 行政区划
三渠镇下辖以下地区：
三渠村、梁宋村、同官张村、南里庄村、大寨村、兴华村、杨梧村、师王村、挡驾桥村、武寨府村、夏村、白杨村、汉堤洞村、雪河村、山东庄村、袁家村和曹家村。